# Susanne Harst
Susanne Harst (* 30. März 1969) ist eine deutsche Tischtennis-Bundesligaspielerin. Bei Deutschen Einzelmeisterschaften der Erwachsenen gewann sie eine Silbermedaille. 

## Werdegang
Susanne Harst entstammt einer Tischtennisfamilie. Sie ist die Tochter der Nationalspieler Heinz Harst und Inge Müser. Bisher (2025) spielte sie ausnahmslos beim Verein SV Neckarsulm, davon lange Jahre in der 2. Bundesliga. 1982 gewann sie jeweils im Mixed die Württembergische und die Süddeutsche Meisterschaft der Schüler. 1990 wurde sie Württembergische Meisterin bei den Erwachsenen. Ihr größter Erfolg war Silber im gemischten Doppel mit Vladislav Broda bei der Deutschen Meisterschaft 1997. Das Endspiel verloren sie gegen Andreas Fejer-Konnerth/Olga Nemes.
Nach ihrer Heirat trat Susanne Harst unter ihrem Ehenamen Gumbrecht auf. Später arbeitete sie als Trainerin.